# GNU Binutils
Binutils – zestaw programów wydanych przez projekt GNU, służących do tworzenia i obróbki plików wykonywalnych. Składa się z:
- asemblera
- biblioteki obsługi różnych formatów plików z kodem
- narzędzi do obróbki plików z kodem (np. objdump[1])
- linkera

Binutils jest używany jako back-end przez GCC i wiele innych programów operujących na kodzie.